# Chelsea Hobbs
Pour les articles homonymes, voir Hobbs.
Chelsea Hobbs est une actrice canadienne, née le 18 février 1985 à Vancouver, Colombie-Britannique, Canada.

## Biographie

### Enfance et formation
Elle naît à Vancouver, Colombie-Britannique au Canada. Elle a des origines irlandaises, écossaise et suédoise. Elle a fréquenté une école secondaire supérieure d'arts. Elle commence la danse à l'âge de trois ans.

### Vie privée
Elle a été mariée au photographe Teren Oddo de 2007 à 2014. Ensemble ils ont eu une fille, prénommée Wylie, née en 2006 et un fils, prénommé Kingston, né en 2011.
Elle se marie une deuxième fois, avec James Neate en 2020 avec qui elle a deux autres enfants : un garçon, Jones né en mai 2020. Et une fille, Lucy née en janvier 2022 et prématurément deux mois avant le terme (la naissance était prévue en mars).  
Chelsea Hobbs est tombée enceinte lors du tournage de la deuxième saison de Championnes à tout prix, ce qui a provoqué la même situation pour son personnage.

## Carrière
Durant sa jeunesse, Chelsea est apparue dans plus de 40 spots publicitaires, elle est également apparue dans la série pour enfants, No Adults Aloud. Elle se fait surtout connaître grâce au rôle de Gerda dans le téléfilm La Reine des neiges (2002). Chelsea a également eu un rôle récurrent dans The L Word et a joué un rôle dans Les Seigneurs de Dogtown et Beach Girls. Elle a aussi joué dans Ma vie très privée en tant que Jane, le personnage principal. En 2009, elle incarne Emily Kmetko, l'une des gymnastes de la série Championnes à tout prix.

## Filmographie

### Cinéma

#### Longs métrages
- 2000 : Christina's House de Gavin Wilding : Suzy Cooper
- 2005 : The Unknown de Karl Kozak : Jenny Ackers
- 2005 : Les Seigneurs de Dogtown (Lords of Dogtown) de Catherine Hardwicke : Caroline

#### Court métrage
- 2012 : Holding a Candle de Nelson Lee : une femme

### Télévision

#### Séries télévisées
- 1994 : No Adults Aloud : Chelsea Wright
- 2001 : Sept jours pour agir (Seven Days) : Amy (1 épisode)
- 2001 : The Sausage Factory (en) : Madison (1 épisode)
- 2001 : Mysterious Ways : Les Chemins de l'étrange (Mysterious Ways) : une fille de 14 ans (1 épisode)
- 2001-2002 : Pasadena : Meredith Weller (6 épisodes)
- 2005 : Beach Girls (TV series) (en) : Nell Kilvert (6 épisodes)
- 2007 : The L Word : Brooke (3 épisodes)
- 2008 : Cold Case : Affaires classées : Betty Sue Baker en 1953 (1 épisode)
- 2009-2011 : Championnes à tout prix (Make It or Break It) : Emily Kmetko (36 épisodes)
- 2010 : Les Experts : Miami (CSI: Miami) : Courtney Heywood / Jill Quinn (1 épisode)
- 2012 : Le Transporteur (Transporter: The Series) : Jet / EMily Casson (1 épisode)
- 2014 : Supernatural : Caitlin (1 épisode)
- 2014 : Motive : Alicia Barclay (1 épisode)
- 2016 : Lucifer : Christi (1 épisode)(saison 2 épisode 9)
- 2017 : UnReal : Charlie (8 épisodes)
- 2017 : Rogue (film, 2017) (en) : Laura Parker (1 épisode)
- 2017 : Girlfriends' Guide to Divorce : Amber Kline (1 épisode)

#### Téléfilms
- 1996 : Rêves en eaux troubles (Sweet Dreams) de Jack Bender : Laura jeune
- 1997 : Le prix de la gloire (en) de Douglas Barr : la nouvelle gymnaste
- 1999 : La croisée des chemins (Miracle on the 17e Green) de Michael Switzer : Megan McKinley
- 2002 : La Reine des neiges (Snow Queen) de David Wu : Gerda
- 2002 : Save the Last Dance de Robert Iscove : Sara Johnson
- 2005 : La Vie d'une mère (More Sex & the Single Mom) de Don McBrearty : Sara Gradwell
- 2007 : La Spirale infernale (The Party Never Stops: Diary of a Binge Drinker) de David Wu : Shanna
- 2008 : Ma vie très privée (Confessions of a Go-Go Girl) de Grant Harvey : Jane McCoy
- 2013 : Régime fatal (The Trainer) de Ron Oliver : Annie Hogan
- 2014 : Le Mariage de ses rêves (June in January) de Mark Griffiths : Bethany Barnard
- 2014 : Neuf vies pour Noël (Nine lives of Christmas) de Mark Jean : Blair
- 2015 : La mémoire de la peur : Leah
- 2015 : The Unauthorized Melrose Place Story de Mark Griffiths : Laura Leighton
- 2017 : The Psycho She Met Online de Curtis Crawford : Karen Hexley
- 2019 : Les petits meurtres de Ruby : héritage empoisonné (Ruby Herring Mysteries: Her Last Breath) de Fred Gerber : Jenny Taylor